# Maria João Teixeira Moreno
Maria João Teixeira Moreno (Oporto, 1963), és una traductora portuguesa. Va passar la infantesa a Moçambic. El 1974, la seva família s'instal·là a Lisboa, on va fer els estudis secundaris i es va llicenciar en Filologia portuguesa, a la Universidade Nova de Lisboa.
La seva curiositat per conèixer altres països i idiomes la va portar, els anys 1985/86, a viure a Bremen, i, els anys 1992/1993, a Barcelona. L'any 1996, fixa la seva residència a Barcelona i des d'aleshores combina la docència amb la traducció, i continua el seu aprenentatge de català i castellà.
Els seus interessos sempre s'han adreçat a àmbits molt diversos, com ara la cultura en les seves diferents manifestacions artístiques, les relacions interpersonals i socials i l'educació. Ha participat en grups de teatre, musicals i corals i ha fet doblatges de contes de Disney i de documentals.
A Barcelona, ha fet de professora de portuguès i traductora de castellà i català al portuguès per a editorials com Random House Mondadori, RBA, Salvat, Timelife, Planeta de Agostini, Intermón Oxfam, entre moltes altres.
És autora d'alguns contes infantils publicats a la col·lecció didàctica Os Meus Primeiros Passos na Leitura (Salvat). Ha traduït del català al portuguès obres narratives d'autors catalans com ara Sebastià Alzamora, Lluís-Anton Baulenas, Anna Crusafont i Maria Àngels Anglada. En aquests moments, treballa en la traducció al portuguès de l'obra de no ficció Córrer o morir de Kilian Jornet.